# Lamproscapha
Lamproscapha је род слатководних шкољки из породице Mycetopodidae.

## Врсте
Врсте у оквиру рода Lamproscapha:
- Lamproscapha ensiformis (Spix & Wagner, 1827)
- Lamproscapha falsa (Simpson, 1900)

## Синоними
- Virgula Simpson, 1900